# Nomos Kawala

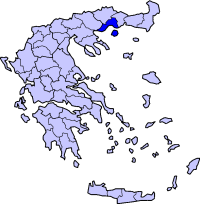
Prefektura Kawala w Grecji (do 2010)

Prefektura Kawala (po grecku Νομός Καβάλας) – istniejąca do 2010 roku prefektura położona w północno-wschodniej Grecji, w regionie administracyjnym Macedonia Wschodnia i Tracja, u północnych wybrzeży Morza Egejskiego. Stolica: miasto Kawala. W skład prefektury wchodziła również wyspa Tasos. Kawala graniczyła z prefekturami: Drama, Ksanti (region Wschodnia Macedonia i Tracja) oraz prefekturą Seres (region Macedonia Środkowa). Liczba mieszkańców wynosiła blisko 150 tys. (stan z roku 2005). Prefektura zajmowała powierzchnię 2111 km².

## Podział prefektury w 2010 roku
W ramach reformy podziału administracyjnego Grecji prefektura została podzielona, w wyniku czego z początkiem 2011 roku powstały: 
- jednostka regionalna Kawala
- jednostka regionalna Tasos

## Warunki naturalne
Wzdłuż wschodniej granicy prefektury przebiegała rzeka Nestos. Najwyższy szczyt to Pangajon (1957 m n.p.m.). 
Na zachodzie znajdowały się wzgórza Pangajon, na południu wzgórza Ipsarion na Tasos. Północne granice prefektury były słabo zaludnione. Ziemie uprawne znajdowały się wzdłuż linii brzegowej, na północy, na wschodzie i na Tasos. 
Klimat jest śródziemnomorski, kontynentalny, z zimnymi zimami na dużych wysokościach.

## Gminy i miejscowości
Gminy i miejscowości wchodzące w skład prefektury :
- Chrisupoli
- Elefteres
- Elefterupoli
- Krinides
- Kawala
- Kieramoti
- Lekani
- Galipsos
- Nikisani
- Mousteni
- Tasos